# 金鳌洲塔
23°02′29″N 113°43′53″E / 23.04139°N 113.73139°E
金鳌洲塔位于中国广东省东莞市万江区金泰村金鳌洲，是一座明清楼阁式砖塔，1982年被列为东莞县文物保护单位，1989年被列为广东省文物保护单位。
莲花塔建于明万历二十五年（1597年）至天启四年（1624年），清乾隆元年（1736年）倾塌，次年重建，仅七个月完工。塔建于东莞江北岸的天然岩石上，平面八角，外观九层，高49米，平座和塔檐以菱角牙砖和挑檐砖叠涩挑出，塔刹为露盘刹。